# European Border Breakers Award

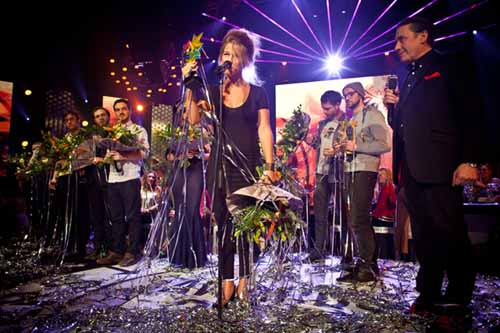
EBBA Awards 2012 - Selah Sue wins Public Choice Award - Foto: Mike Breeuwer

Každoročně se cenou EBBA (European Border Breakers Awards) odměňuje deset začínajících zpěváků nebo hudebníků, kteří už mají své publikum i mimo svou zemi (vydali v uplynulém roce už své první mezinárodní Název alba). Cenu EBBA např. obdrželi Adele, Tokio Hotel, The Baseballs, Zaz, Lykke Li, Milow, Katie Melua, Damien Rice, Caro Emerald, Stromae nebo Mumford and Sons.

## Organizace
S cenami EBBA přišla Evropská komise. Udělují se za celou Evropskou unii. Vítěze cen vybírá a slavnostní ceremoniál jejich udělování pořádá nizozemská organizace Noorderslag Foundation, jejímž úkolem je propagovat evropskou populární hudbu.

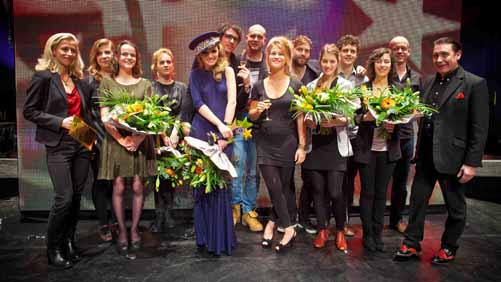
European Border Breakers Awards 2012 - Všichni vítězové ceny EBBA z roku - Foto: Mike Breeuwer

## Partneři
- European Broadcasting Union (EBU)[4]
- Evropský program výměny talentů (ETEP) – síť festivalů evropské populární hudby, která usnadňuje objednávání evropských skupin na vystoupení v zahraničí.[4] a poskytuje médiím informace o vycházejících hvězdách evropské scény populární hudby.[5]

## Kritéria pro výběr vítězů
Zpěváci nebo skupiny nominovaní na cenu EBBA se vybírají na základě těchto kritérií:
- První Název alba interpreta, vydané v uplynulém roce, mělo úspěch v Evropě (tedy nejen u domácího publika).
- Tvorba daného interpreta má vysokou poslouchanost na rozhlasových stanicích, které jsou členy Evropské vysílací unie.
- Interpret byl úspěšný na evropských festivalech ETEP mimo svou zemi.[6]

## Cena publika
Kromě „hlavní“ ceny se od roku 2010 na základě veřejného internetového hlasování vyhlašuje Cena publika. První vítězem se stal belgický zpěvák Milow. V roce 2011 vyhrála německá rock'n'rollová skupina The Baseballs. 

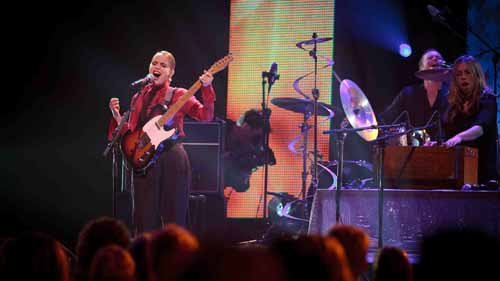
European Border Breakers Awards 2012 - Anna Calvi - Foto: Mike Breeuwer

## Ceremoniál předávání cen
Od roku 2009 se slavností ceremoniál předávání cen koná vždy v lednu, během festivalu Eurosonic Noorderslag, v nizozemském Groningenu. Večer uvádí moderátor BBC a hudebník Jools Holland. Během večera (jako ostatně i na celém festivalu) musejí ocenění interpreti vystoupit živě. Hosty programu jsou také vítězové předchozích ročníků. Večer přenáší nizozemský veřejnoprávní televizní kanál NOS/NTR a pořad vysílá kanál NET3. Lze jej sledovat na několika evropských televizních kanálech.

## Kontext
S myšlenkou cen EBBA přišla Evropská komise a první ročník se konal v roce 2004. Cílem cen je propagovat evropské interprety populární hudby za hranicemi jejich země a upozornit na bohatost a rozmanitost evropské hudby. Ceny EBBA jsou udělovány s podporou programu „Kultura“ Evropské unie. Jeho cílem je vyšší mobilita umělců a pracovníků z oblasti kultury, méně překážek bránící mobilitě kulturní tvorby a uměleckých děl a intenzivnější mezikulturní dialog.

## Ceny EBBA 2012
| Země               | Interpret              | Název alba           |
| ------------------ | ---------------------- | -------------------- |
| Rakousko           | Elektro Guzzi          | Elektro Guzzi        |
| Belgie             | Selah Sue              | Selah Sue            |
| Dánsko             | Agnes Obel             | Philharmonics        |
| Francie            | Ben l’Oncle Soul       | Soulman              |
| Německo            | Boy                    | Mutual Friends       |
| Irsko              | James Vincent McMorrow | Early in the Morning |
| Nizozemsko         | Afrojack               | Lost and Found       |
| Rumunsko           | Alexandra Stan         | Saxobeats            |
| Švédsko            | Swedish House Mafia    | Until One            |
| Spojené království | Anna Calvi             | Anna Calvi           |

Cena publika: Selah Sue

## Ceny EBBA 2011
| Země               | Interpret      | Název alba                           |
| ------------------ | -------------- | ------------------------------------ |
| Dánsko             | Aura Dione     | Columbine                            |
| Německo            | The Baseballs  | Strike                               |
| Francie            | Zaz            | ZAZ                                  |
| Norsko             | Donkeyboy      | Caught                               |
| Rumunsko           | Inna           | Hot                                  |
| Rakousko           | Saint Lu       | Saint Lu                             |
| Spojené království | Mumford & Sons | Sigh No More                         |
| Švédsko            | Miike Snow     | Miike Snow                           |
| Nizozemsko         | Caro Emerald   | Deleted Scenes From The Cutting Room |
| Belgie             | Stromae        | Cheese                               |

Cena publika: The Baseballs

## Ceny EBBA 2010
| Země               | Interpret          | Název alba          |
| ------------------ | ------------------ | ------------------- |
| Belgie             | Milow              | Milow               |
| Spojené království | Charlie Winston    | Hobo                |
| Německo            | Peter Fox          | Stadtaffe           |
| Rakousko           | Soap&Skin          | Lovetune for Vacuum |
| Estonsko           | Kerli              | Love Is Dead        |
| Švédsko            | Jenny Wilson       | Hardships           |
| Portugalsko        | Buraka Som Sistema | Black Diamond       |
| Francie            | Sliimy             | Paint Your Face     |
| Nizozemsko         | Esmée Denters      | Outta Here          |
| Itálie             | Giusy Ferreri      | Gaetana             |

Cena publika: Milow

## Ceny EBBA 2009
| Země               | Interpret      | Název alba                             |
| ------------------ | -------------- | -------------------------------------- |
| Francie            | Aaron          | Artificial Animals Riding on Neverland |
| Spojené království | Adele          | 19                                     |
| Dánsko             | Alphabeat      | Alphabeat                              |
| Německo            | Cinema Bizarre | Final Attraction                       |
| Francie            | The Dø         | A Mouthfull                            |
| Nizozemsko         | Kraak & Smaak  | Boogie Angst                           |
| Dánsko             | Ida Corr       | One                                    |
| Švédsko            | Lykke Li       | Youth Novels                           |
| Irsko              | The Script     | The Script                             |
| Spojené království | The Ting Tings | We Started Nothing                     |

## Ceny EBBA 2008
| Země               | Interpret          | Název alba                         |
| ------------------ | ------------------ | ---------------------------------- |
| Belgie             | Reborn             | Fools Rush In                      |
| Dánsko             | Dúné               | We are in there, you are out there |
| Finsko             | Sunrise Avenue     | On The Way To Wonderland           |
| Francie            | Ayo                | Joyful                             |
| Německo            | Cascada            | Everytime We Touch                 |
| Irsko              | Dolores O'Riordan  | Are You Listening?                 |
| Polsko             | Hemp Gru           | Klucz                              |
| Španělsko          | Miguel Ángel Muñoz | M.A.M.                             |
| Švédsko            | Basshunter         | LOL <(^^,)>                        |
| Spojené království | The Fratellis      | Costello Music                     |

## Ceny EBBA 2007
| Země               | Interpret          | Název alba           |
| ------------------ | ------------------ | -------------------- |
| Belgie             | Gabriel Ríos       | Ghostboy             |
| Německo            | Tokio Hotel        | Schrei               |
| Francie            | Ilona Mitrecey     | Un monde parfait     |
| Řecko              | Elena Paparizo     | My Number One        |
| Spojené království | Corinne Bailey Rae | Corinne Bailey Rae   |
| Irsko              | Celtic Woman       | Celtic Woman         |
| Itálie             | Vittorio Grigolo   | In the Hands of Love |
| Polsko             | Blog 27            | Lol                  |
| Švédsko            | José González      | Veneer               |
| Španělsko          | Beatriz Luengo     | Beatriz Luengo       |

## Ceny EBBA 2006
| Země               | Interpret           | Název alba           |
| ------------------ | ------------------- | -------------------- |
| Belgie             | Sarah Bettens       | Scream               |
| Dánsko             | Hush                | A Lifetime           |
| Německo            | Juli                | Es ist Juli          |
| Francie            | Amel Bent           | Un jour d'été        |
| Spojené království | KT Tunstall         | Eye to the Telescope |
| Irsko              | Hal                 | Hal                  |
| Švédsko            | Arash               | Boro Boro            |
| Španělsko          | Bebe                | Pafuera Telanaras    |
| Maďarsko           | Heaven Street Seven | Get Out And Walk!    |

## Ceny EBBA 2005
| Země               | Interpret       | Název alba                   |
| ------------------ | --------------- | ---------------------------- |
| Dánsko             | The Raveonettes | Chain gang of love           |
| Německo            | Wir sind Helden | Die Reklamation              |
| Finsko             | Redrama         | Every Day Soundtrack         |
| Francie            | Corneille       | Parce que l'on vient de loin |
| Spojené království | Katie Melua     | Call Off the Search          |
| Irsko              | Damien Rice     | O                            |
| Itálie             | Benny Benassi   | Hypnotica                    |
| Polsko             | Myslovitz       | Korova Milky Bar             |
| Švédsko            | Ana Johnsson    | The Way I Am                 |

## Ceny EBBA 2004
| Země               | Interpret     | Název alba           |
| ------------------ | ------------- | -------------------- |
| Belgie             | Lasgo         | Some Things          |
| Dánsko             | Saybia        | The Second You Sleep |
| Německo            | Masterplan    | Masterplan           |
| Francie            | Carla Bruni   | Quelqu'un m'a dit    |
| Spojené království | The Darkness  | Permission To Land   |
| Irsko              | The Thrills   | So Much For The City |
| Itálie             | Tiziano Ferro | Rosso Relativo       |
| Portugalsko        | Mariza        | Fado Em Mim          |
| Španělsko          | Las Ketchup   | Hijas del Tomate     |